# Chilaspis nitida
Chilaspis nitida är en stekelart som först beskrevs av Giraud 1859.  Chilaspis nitida ingår i släktet Chilaspis och familjen gallsteklar. Inga underarter finns listade i Catalogue of Life.